# Gistrup Posthus
Gistrup Posthus eller Gistrup Distributionscenter var indtil 2012 et postdistributionscenter i Gistrup. Tidligere var det også et posthus. Alt postomdeling i 9260 Gistrup foregik tidligere med udgangspunkt fra Gistrup Posthus, men nu bliver den udelt fra Rustenborg (Aalborg) i det centrale Aalborg. Et fald i forretningsomfanget medførte da, at der ikke længere var basis for at videreføre en selvstændig postekspedition, og funktionen overgik herefter til først købmanden Midtkøb og senere Superbrugsen i byen.
Posthuset lå i en gulstensbygning opført i 1992, som desuden rummede et satellit-kommunekontor for Aalborg Kommune. Ud over postekspedition fandtes postbokse. Efter lukningen af posthuset stod bygningen tom i en periode for herefter at komme til at huse en blomsterbutik.